# United States Fish and Wildlife Service
United States Fish and Wildlife Service (ang. Służba Ochrony Zasobów Rybnych i Dzikiej Przyrody Stanów Zjednoczonych, FWS) – agencja rządu federalnego Stanów Zjednoczonych. Jej zadaniem jest ochrona oraz zarządzanie fauną i florą. W skład FWS wchodzą następujące jednostki: National Wildlife Refuge, Federal Duck Stamp, National Fish Hatchery System, program Endangered Species oraz Bird Habitat Conservation.

## Historia
United States Fish and Wildlife Service powstała jako „United States Commission on Fish and Fisheries” (później pod nazwą „Bureau of Fisheries”) w Departamencie Handlu Stanów Zjednoczonych oraz „Division of Economic Ornithology and Mammalogy” (później „Bureau of Biological Survey”) w Departamencie Rolnictwa Stanów Zjednoczonych. FWS swą obecną formę osiągnęło w 1939 roku, kiedy obie agencje zostały połączone i przeniesiono je do Departamentu Zasobów Wewnętrznych Stanów Zjednoczonych.
Zadaniem agencji jest współpraca z ludźmi, mająca na celu ochronę fauny, flory, populacji ryb i ich siedlisk dla wspólnego dobra Amerykanów. FWS zarządza ponad 520 National Wildlife Refuge (odpowiednik polskiego rezerwatu przyrody) i 66 National Fish Hatcheriery.
Zgodnie z "prawem o orlich piórach", ang. Eagle feather law i ustawą o ochronie bielika amerykańskiego z 1940 roku, United States Fish and Wildlife Service zarządza National Eagle Repository i systemem zezwoleń na religijne wykorzystanie piór orłów dla Indian północnoamerykańskich.
Agencja zarządza również dwoma pomnikami narodowymi USA – Hanford Reach National Monument w Waszyngtonie oraz (razem z Amerykańską Narodową Służbą Oceaniczną i Meteorologiczną) Papahānaumokuākea Marine National Monument – olbrzymim obszarem morskim, na północny zachód od Hawajów.